# 自明な絡み目
自明な絡み目（じめいなからみめ、Trivial link）または平凡な絡み目（へいぼんなからみめ）とは、位相幾何学の一分野である結び目理論において、完全分離可能で各成分が自明な結び目になっているような絡み目のこと。つまり n 個の自明な結び目を絡み合わないように並べたものは、成分数 n の自明な絡み目である。

## 自明な絡み目の特徴
- 1成分の自明な絡み目は、自明な結び目である。
- n 成分の自明な絡み目は交点数が0であるような唯一の n 成分の絡み目である。
- 交代絡み目であり、両手型絡み目[1]であり、可逆である。
- (p , 0)型トーラス絡み目は p 成分の自明な絡み目、(0 , q)型トーラス絡み目は q 成分の自明な絡み目である。
- n 成分の自明な絡み目の絡み目群は階数 n の自由群である。
- n 成分の自明な絡み目のジョーンズ多項式は{\displaystyle {({-t}^{\frac {1}{2}}-t^{-{\frac {1}{2}}})}^{n-1}}である。
- 2成分以上の自明な絡み目のアレクサンダー多項式は0である。